# کریستین بروگی
کریستین بروگی (انگلیسی: Cristian Broggi؛ زادهٔ ۲۶ مارس ۱۹۹۳) بازیکن فوتبال اهل آرژانتین است.
وی همچنین در تیم ملی فوتبال زیر ۲۳ سال آرژانتین بازی کرده‌است.